# Retentietijd (hydrologie)
Het begrip retentietijd, ook wel residentietijd of verblijftijd genoemd, is de gemiddelde tijd dat water of een andere opgeloste stof verblijft in een meer. De meest eenvoudige manier om de retentietijd te bepalen is het delen van het totale meervolume door het gemiddelde instromende of uitstromende volume van het meer. Het vormt daarmee een ruwe schatting van de tijd die een stof in het meer doorbrengt tussen het moment van instroom en het moment van uitstroom. Metingen dienen echter rekening te houden met talrijke andere factoren, zoals het meervolume, het aantal rivieren dat in- en uitstroomt, het volume van in- en uitstromend water, het verloop van de sedimenten in het meer, de gemiddelde diepte van het meer, de meteorologische omstandigheden (zoals wind en gemiddelde neerslag) en de typische stromingen in het meer.
De retentietijd is met name van belang bij het monitoren van vervuilende stoffen.

## Lijst van meren met hun retentietijd
Onderstaande lijst geeft een overzicht van enkele meren met hun retentietijd.
| Meer           | Locatie         | Retentietijd (jaren) |
| -------------- | --------------- | -------------------- |
| Veluwemeer     | Nederland       | 0,17                 |
| Loch Lomond    | Schotland       | 1,9                  |
| Eriemeer       | Noord-Amerika   | 2,6                  |
| Comomeer       | Italië          | 4,5                  |
| Ontariomeer    | Noord-Amerika   | 6,0                  |
| Crater Lake    | Noord-Amerika   | 157                  |
| Kaspische Zee  | Azië            | 250                  |
| Baikalmeer     | Rusland         | 350                  |
| Lake Tahoe     | Noord-Amerika   | 650                  |
| Titicacameer   | Zuid-Amerika    | 1343                 |
| Tanganyikameer | Centraal-Afrika | 5500                 |
| Vostokmeer     | Antarctica      | 1.000.000            |